# 大普拉武京
50°28′40″N 27°15′49″E / 50.47778°N 27.26361°E
大普拉武京（烏克蘭語：Великий Правутин）是位於烏克蘭西部赫梅利尼茨基州裏舍佩蒂夫卡區的村莊，始建於1560年，面積1.74平方公里，海拔高度231米，2001年人口505，人口密度每平方公里290.2人。